# Ceretes
Ceretes es un género de lepidópteros de la familia  Castniidae. Fue descrito por  Schaufuss en 1870. Se encuentra en Sudamérica.

## Especies
- Ceretes marcelserres (Godart, [1824])
- Ceretes thais (Drury, 1782)